# Dolly Buster
Dolly Buster (* 23. října 1969 Praha), občanským jménem Nora Baumberger, je bývalá pornoherečka známá pro své výrazné poprsí, nyní režisérka, producentka, herečka a spisovatelka. Žije se svým mužem Josefem Baumbergerem v německém městečku Wesel, kde také provozují společnou firmu.

## Kariéra

### Mládí
Nora Dvořáková emigrovala se svými rodiči do západního Německa z Československa kolem roku 1982. Nejprve pracovala krátce pro Spolkovou pohraniční stráž jako překladatelka.

### Pornografie
Poté začala fotit a natáčet pro pornografický průmysl. V oboru vydržela až do roku 1997, kdy se po svatbě se svým producentem Josefem Baumbergerem vzdala aktivní kariéry a začala se věnovat režii, produkci a obchodu.
Po startu soukromé TV Nova v roce 1994 se začala objevovat v českých médiích, v téže době se stala poměrně oblíbenou také v různých německých talk show. Po ukončení své kariéry pornoherečky působila jako zpěvačka, herečka (např. Kameňák 3), či spisovatelka detektivních románů.

### Kandidatura do Evropského parlamentu
V roce 2004 se rozhodla kandidovat na kandidátce Nezávislé erotické iniciativy (NEI) do Evropského parlamentu. Kromě (zřejmě záměrně) provokativních rozhovorů, při kterých např. nazývala bývalého premiéra Špidlu „pan Špidlo“, na sebe upoutala pozornost odstoupením z kandidátky NEI během plánovaného sfárání do jednoho z ostravských dolů, které o několik dnů později vzala zpět. Původně to vysvětlovala tlakem předsedy NEI Jana Beera na její odstoupení po případném zvolení, později ve své knize Dolly Buster – Já, Nora Baumbergerová napsala: „Dnes, s jistým odstupem, můžeme prohlásit, že jsme byli zastrašeni někým, kdo si nepřál moji kandidaturu.“